# 欧直EC145直升机
欧直EC145直升机，是一种轻型双引擎通用直升機，由欧洲直升机公司制造。该型直升机主要针对旅客运送、紧急医疗服务、搜救、半公用用途。EC145直升机由欧直公司与川崎重工業在BK117基础上研制的。为了缩短研发周期，在设计时，将EC135的前机身与BK117的后机身相结合，进而制成本款直升机。

## 衍生型
- EC145–基本款，由BK 117 C-1衍生過來，該型號使用 Turbomeca Arriel 1E2 渦輪軸發動機，並使用常規高尾梁帶尾槳。[1]
- EC145 梅賽德斯-賓士樣式（EC145 Mercedes-Benz Style）–EC145VIP版本，機內擺設設計由梅賽德斯-賓士公司設計，可容納4到8名乘客。[2]
- EC145 T2–發動機輸出增加，使用1039匹馬力 Arriel 2E發動機，使用涵道式尾旋翼（Fenestron），航空電子更新。[3]
- EC645 T2–EC145 T2延伸的軍用版。[4]
- UH-72 拉科塔直升機–軍用輕型通用直升機，目前為美國陸軍使用。
- H145M–H145直升机的军用版。而H145的前身就是欧洲直升机公司（空中客车直升机公司前身）研制的歐直EC145直升機。[5]

## 用戶
- 巴西[6]
- 印度尼西亞[7]

- 法國[8][9]

- 德国[10][11][12]

- 立陶宛[13][14]

- 摩洛哥[15]

- 秘魯[16]

- 菲律賓[17]

- 俄羅斯[18]

- 瑞士[19]

- 乌克兰[20]

- 英国[21][22][23]

- 美国[24][25]

- 匈牙利[26]

- 阿尔巴尼亚[27][28]
- 玻利维亚[29]

- [30]
- 泰國[31]

- 塞爾維亞[32]

- 中国
  - 首航直升机

## 規格
参考资料：Eurocopter EC145 technical data, EC 145 specs
基本信息
- 机组：1到2名飛行員
- 容量：9名乘客

性能

## 外部連結
- 官方网站
- EC145 page on EurocopterUSA.com
- Eurocopter EC145 on Rega.ch